# World Cup (Männer-Handball) 1999
Der World Cup 1999 war die achte Austragung des World Cups im Handball der Männer. Das Turnier mit acht teilnehmenden Nationalmannschaften fand vom 15. bis 20. März 1999 in Schweden und Norwegen statt. Das Finale wurde in Göteborg ausgetragen.

## Modus
In zwei Vorrundengruppen spielten je vier Teams im Modus Jeder-gegen-jeden. Die Erst- und Zweitplatzierten spielten über Kreuz in den Halbfinals die Teilnehmer für das Finale sowie das Spiel um Platz 3 aus. Die Drittplatzierten der Vorrunde spielten um die Plätze 5/6. Das Spiel der Viertplatzierten um die Plätze 7/8 wurde nicht ausgetragen.
Die Spielzeit der Vorrundenspiele betrug 2 mal 30 Minuten. Alle anderen Spiele gingen bei Gleichstand nach 60 Minuten in die Verlängerung über 2 mal 5 Minuten. Bei erneutem Gleichstand folgten weitere 2 mal 5 Minuten. Sollte es zu keiner Entscheidung gekommen sein, ging es ins Siebenmeterwerfen.
Maximal 16 Spieler durften ins Aufgebot berufen werden, von denen 12 pro Spiel nominiert wurden.

## Vorrunde

### Gruppe A
| Pl. | Land       | Sp. | S | U | N | Tore    | Diff. | Punkte |
| --- | ---------- | --- | - | - | - | ------- | ----- | ------ |
| 1.  | Frankreich | 3   | 1 | 2 | 0 | 076:660 | +10   | 4      |
| 2.  | Schweden   | 3   | 1 | 2 | 0 | 080:770 | +3    | 4      |
| 3.  | Island     | 3   | 1 | 0 | 2 | 073:790 | −6    | 2      |
| 4.  | Ungarn     | 3   | 0 | 2 | 1 | 069:760 | −7    | 2      |

| 15. März 1999 | Frankreich | 22:22 | Ungarn | Lisebergshallen, Göteborg |
| 15. März 1999 | (11:11)    |       |        | Lisebergshallen, Göteborg |
| 15. März 1999 |            |       |        | Lisebergshallen, Göteborg |

| 15. März 1999 | Schweden                        | 29:26   | Island                                                   | Lisebergshallen, Göteborg Zuschauer: 1112 Schiedsrichter: Vujnović, Mladinić |
| 15. März 1999 | meiste Tore: Stefan Lövgren (7) | (14:13) | meiste Tore: Valdimar Grímsson, Ólafur Stefánsson (je 6) | Lisebergshallen, Göteborg Zuschauer: 1112 Schiedsrichter: Vujnović, Mladinić |
| 15. März 1999 | handboll.capmind.se             |         |                                                          | Lisebergshallen, Göteborg Zuschauer: 1112 Schiedsrichter: Vujnović, Mladinić |

| 16. März 1999 | Schweden                                            | 25:25   | Ungarn                        | Arenahallen, Skene Zuschauer: 2115 Schiedsrichter: Vujnović, Mladinić |
| 16. März 1999 | meiste Tore: Stefan Lövgren, Mathias Franzén (je 6) | (17:15) | meiste Tore: József Éles (12) | Arenahallen, Skene Zuschauer: 2115 Schiedsrichter: Vujnović, Mladinić |
| 16. März 1999 | handboll.capmind.se                                 |         |                               | Arenahallen, Skene Zuschauer: 2115 Schiedsrichter: Vujnović, Mladinić |

| 16. März 1999 | Frankreich                       | 28:18   | Island                            | Arenahallen, Skene Zuschauer: 2000 Schiedsrichter: Hansson, Olsson |
| 16. März 1999 | meiste Tore: Stéphane Joulin (6) | (14:10) | meiste Tore: Dagur Sigurðsson (6) | Arenahallen, Skene Zuschauer: 2000 Schiedsrichter: Hansson, Olsson |
| 16. März 1999 | Morgunblaðið                     |         |                                   | Arenahallen, Skene Zuschauer: 2000 Schiedsrichter: Hansson, Olsson |

| 17. März 1999 | Island                              | 29:22  | Ungarn                       | Älvhögsborg, Trollhättan Zuschauer: 1450 Schiedsrichter: Hakansson, Nilsson |
| 17. März 1999 | meiste Tore: Valdimar Grímsson (10) | (11:7) | meiste Tore: József Éles (6) | Älvhögsborg, Trollhättan Zuschauer: 1450 Schiedsrichter: Hakansson, Nilsson |
| 17. März 1999 | Morgunblaðið                        |        |                              | Älvhögsborg, Trollhättan Zuschauer: 1450 Schiedsrichter: Hakansson, Nilsson |

| 17. März 1999 | Frankreich                       | 26:26   | Schweden                                              | Älvhögsborg, Trollhättan Schiedsrichter: Gallego, Lamas |
| 17. März 1999 | meiste Tore: Mathias Franzén (9) | (11:14) | meiste Tore: Stéphane Cordinier, Patrick Cazal (je 5) | Älvhögsborg, Trollhättan Schiedsrichter: Gallego, Lamas |
| 17. März 1999 | handboll.capmind.se              |         |                                                       | Älvhögsborg, Trollhättan Schiedsrichter: Gallego, Lamas |

### Gruppe B
| Pl. | Land        | Sp. | S | U | N | Tore    | Diff. | Punkte |
| --- | ----------- | --- | - | - | - | ------- | ----- | ------ |
| 1.  | Deutschland | 3   | 3 | 0 | 0 | 071:600 | +11   | 6      |
| 2.  | Russland    | 3   | 1 | 1 | 1 | 070:690 | +1    | 3      |
| 3.  | Ägypten     | 3   | 1 | 1 | 1 | 060:640 | −4    | 3      |
| 4.  | Norwegen    | 3   | 0 | 0 | 3 | 065:730 | −8    | 0      |

| 15. März 1999 | Russland | 22:22 | Ägypten |  |
| 15. März 1999 |          |       |         |  |
| 15. März 1999 |          |       |         |  |

| 15. März 1999 | Deutschland                   | 25:22   | Norwegen                      | Drammen Zuschauer: 1000 Schiedsrichter: Gallego, Lamas |
| 15. März 1999 | meiste Tore: Volker Zerbe (5) | (14:11) | meiste Tore: Geir Oustorp (7) | Drammen Zuschauer: 1000 Schiedsrichter: Gallego, Lamas |
| 15. März 1999 | thw-handball.de               |         |                               | Drammen Zuschauer: 1000 Schiedsrichter: Gallego, Lamas |

| 16. März 1999 | Deutschland                                                 | 30:27   | Russland                                          | Lillestrøm Zuschauer: 500 Schiedsrichter: Øie, Høgsnes |
| 16. März 1999 | meiste Tore: Christian Schwarzer, Stefan Kretzschmar (je 6) | (16:12) | meiste Tore: Wassili Kudinow, Oleg Chodkow (je 7) | Lillestrøm Zuschauer: 500 Schiedsrichter: Øie, Høgsnes |
| 16. März 1999 | thw-handball.de                                             |         |                                                   | Lillestrøm Zuschauer: 500 Schiedsrichter: Øie, Høgsnes |

| 16. März 1999 | Ägypten            | 22:21                         | Norwegen |  |
| 16. März 1999 |                    | meiste Tore: Geir Oustorp (5) |          |  |
| 16. März 1999 | handballold.nif.no |                               |          |  |

| 17. März 1999 | Deutschland                       | 21:16  | Ägypten | Gjøvik |
| 17. März 1999 | meiste Tore: Karsten Kohlhaas (6) | (11:8) |         | Gjøvik |
| 17. März 1999 | thw-handball.de                   |        |         | Gjøvik |

| 17. März 1999 | Russland           | 26:22                                | Norwegen |  |
| 17. März 1999 |                    | meiste Tore: Trond Førde Eriksen (5) |          |  |
| 17. März 1999 | handballold.nif.no |                                      |          |  |

## Platzierungsspiele

### Halbfinals
| 19. März 1999 | Deutschland                         | 21:19  | Schweden                                             | Billingehov, Skövde Zuschauer: 3400 Schiedsrichter: Gallego, Lamas |
| 19. März 1999 | meiste Tore: Stefan Kretzschmar (6) | (10:8) | meiste Tore: Staffan Olsson, Magnus Wislander (je 5) | Billingehov, Skövde Zuschauer: 3400 Schiedsrichter: Gallego, Lamas |
| 19. März 1999 | handboll.capmind.se                 |        |                                                      | Billingehov, Skövde Zuschauer: 3400 Schiedsrichter: Gallego, Lamas |

| 19. März 1999 | Russland | 25:24 | Frankreich | Billingehov, Skövde |
| 19. März 1999 |          |       |            | Billingehov, Skövde |
| 19. März 1999 |          |       |            | Billingehov, Skövde |

### Spiel um Platz 5
| 19. März 1999 | Island | 27:25 | Ägypten |  |
| 19. März 1999 |        |       |         |  |
| 19. März 1999 |        |       |         |  |

### Spiel um Platz 3
| 20. März 1999 | Schweden                         | 34:25   | Frankreich                       | Scandinavium, Göteborg Zuschauer: 7765 Schiedsrichter: Øie, Høgsnes |
| 20. März 1999 | meiste Tore: Stefan Lövgren (11) | (15:13) | meiste Tore: Guéric Kervadec (5) | Scandinavium, Göteborg Zuschauer: 7765 Schiedsrichter: Øie, Høgsnes |
| 20. März 1999 | handboll.capmind.se              |         |                                  | Scandinavium, Göteborg Zuschauer: 7765 Schiedsrichter: Øie, Høgsnes |

### Spiel um Platz 1
| 20. März 1999 | Deutschland                         | 23:22  | Russland                             | Scandinavium, Göteborg Zuschauer: 8000 Schiedsrichter: Hansson, Olsson |
| 20. März 1999 | meiste Tore: Stefan Kretzschmar (7) | (13:8) | meiste Tore: Denis Kriwoschlykow (8) | Scandinavium, Göteborg Zuschauer: 8000 Schiedsrichter: Hansson, Olsson |
| 20. März 1999 | thw-handball.de                     |        |                                      | Scandinavium, Göteborg Zuschauer: 8000 Schiedsrichter: Hansson, Olsson |

## Abschlussplatzierungen
| Deutschland | Russland | Schweden |
| Jan Holpert Henning Fritz Christian Ramota Mike Bezdicek Karsten Kohlhaas Stefan Kretzschmar Bernd Roos Christian Schwarzer Klaus-Dieter Petersen Volker Zerbe Markus Baur Alexander Mierzwa Edgar Schwank Heiko Karrer Daniel Stephan Florian Kehrmann | Andrei Lawrow Pawel Sukosjan Stanislaw Kulintschenko Eduard Kokscharow Denis Kriwoschlykow Pawel Guskow Dmitri Torgowanow Roman Serikow Oleg Chodkow Wjatscheslaw Gorpischin Sergei Pogorelow Dmitri Filippow Eduard Moskalenko Wassili Kudinow (mglw. unvollständig) | Mattias Andersson Peter Gentzel Martin Boquist Magnus Wislander Thomas Sivertsson Ola Lindgren Magnus Lindén Jonas Ernelind Stefan Lövgren Christian Eriksson Mathias Franzén Staffan Olsson Magnus Andersson Andreas Larsson Ljubomir Vranjes Mats Fransson |
| Heiner Brand (Trainer) | Wladimir Maximow (Trainer) | Bengt Johansson (Trainer) |

- 4. Platz:  Frankreich

Kader: Christian Gaudin, Francis Franck, Benoît Varloteaux, Jérôme Fernandez, Didier Dinart, Cédric Burdet, Joël Abati, Laurent Puigségur, Guéric Kervadec, Stéphane Cordinier, Andrej Golić, Bernard Latchimy, Marc Wiltberger, Stéphane Joulin, Jackson Richardson, Patrick Cazal. Trainer: Daniel Costantini
- 5. Platz:  Island

Kader: Birkir Ívar Guðmundsson, Guðmundur Hrafnkelsson, Róbert Sighvatsson, Aron Kristjánsson, Bjarki Sigurðsson, Valdimar Grímsson, Dagur Sigurðsson, Sverre Andreas Jakobsson, Gústaf Bjarnason, Konráð Olavsson, Ólafur Stefánsson, Julián Duranona, Sigurður Bjarnason, Rúnar Sigtryggsson. Trainer: Thorbjörn Jensson
- 6. Platz:  Ägypten

Kader: (unvollständig). Trainer:
- 7. Platz:  Ungarn

Kader: (mglw. unvollständig), János Szathmári, Nándor Fazekas, József Tóth, Miklós Rosta, László Sótonyi, Csaba Bendó, István Gulyás, Edmond Tóth, Ákos Kis, Balázs Kertész, István Csoknyai, László Nagy, Gyula Gál, Tamás Bene, József Éles. Trainer: Sándor Vass
- 8. Platz:  Norwegen

Kader: Steinar Ege, Jan Thomas Lauritzen, Trond Førde Eriksen, Morten Norman Daland, Lasse Lie, Stig Penne, Marius Riise, Christian Berge, Frode Scheie, Geir Daniel Larsen, Johnny Jensen, Stig Rasch, Frode Hagen, Rune Haugseng, Geir Oustorp, Tor Bjørn Andersen. Trainer: Christer Magnusson